# Tijana Bogdanović
Tijana Bogdanović, född den 4 maj 1998 i Kruševac, är en serbisk taekwondoutövare.
Hon tog OS-silver i flugviktsklassen i samband med de olympiska taekwondotävlingarna 2016 i Rio de Janeiro.. Vid sommarspelen 2020 i Tokyo vann hon en bronsmedalj i samma viktklass.